# ラジカル重合
ラジカル重合（ラジカルじゅうごう、radical polymerization）は高分子化学における重合反応の形式の一種であり、ラジカルを反応中心としてポリマー鎖が伸張していく反応である。

## ラジカルの生成法
ラジカル重合の開始剤となるフリーラジカルを発生させるための反応は、主に以下の3通りに分類される。
- 過酸化ベンゾイル (BPO) 、過硫酸カリウムのような有機および無機過酸化物や、アゾビスイソブチロニトリル (AIBN) のようなアゾ化合物を光もしくは加熱により分解し、2個のラジカルを生じさせる方法（下式を参照）。
 RO-OR → 2 RO• 
 R2(NC)C-N=N-C(CN)R2 → 2 R2(NC)C• + N2
- 光の作用により、励起状態となるか他の分子と反応するかしてラジカルを発生するような、光感受性分子を用いる方法。
- 一電子移動型の酸化還元反応（red-ox、レドックス反応）を用いる方法。このやり方では多くの場合レドックス開始剤として金属イオンを用いる（例えば、鉄(II)イオンを過酸化水素と反応させて鉄(III)イオンとヒドロキシルラジカル (•OH) を生成させる…等。）。

## エチレンの重合反応の機構
ラジカル重合の例として、エチレンの重合によるポリエチレン生成 (Fig. 1) を用いて反応機構を説明する。
この反応の機構は主に、開始 (initiation)、生長 (成長とも。chain propagation)、停止 (chain termination) の3段階に分けることができる。
- 開始は、生長反応のために必要なラジカルを生成する段階である。この段階では、有機過酸化物や他の O-O単結合を含むラジカル開始剤を用いるか、エチレンと酸素を反応させることによって、フリーラジカルを発生させる。エチレンの C=C二重結合を作る2個の電子対のうち、一対は2個の炭素の間のσ結合にあたる安定な軌道上にあり、反応性は低い。もう一対はより緩いπ結合の軌道上にあるため反応性が高く、フリーラジカルはそのうちの1個のπ電子を奪い、炭素原子ひとつと安定な結合を形成する。残ったπ電子はもうひとつの炭素上へ戻り、そこが新たなラジカル部位となる。
- 生長は、ラジカル化されたエチレン分子と他のエチレンのモノマー分子との急速な反応が繰り返し起こり、ポリエチレン鎖が伸長していく段階である。生長の段階で中間体となるラジカルを生長ラジカルと呼ぶ。
- 停止は、生長ラジカルが不活性化してしまう段階である。これは多くの場合、ラジカルが消失する反応である。最も一般的な停止反応は、2つのラジカル同士が再結合して1つの分子となる再結合停止である。もうひとつの停止反応は、2つのラジカル同士の間で水素ラジカルを受け渡す不均化反応が起こり、末端に二重結合を持つ鎖と飽和状態の鎖を与える、不均化停止である。

ほか、ラジカル重合における副反応として、連鎖移動反応が起こることがある。これは、生長ラジカルがアルケンと反応するときに、炭素-炭素結合の生成ではなく水素ラジカルの受け渡しが起こる反応である。この反応が起これば、生長ラジカルはアルケンに、元のアルケンは新たな生長ラジカルとなるため、全体のラジカルの濃度は変わらずにラジカル重合は続いていく。

## 反応条件と生成物
エチレンのラジカル付加重合には、およそ 300 °C、2000 気圧の高温高圧条件が必要である。多くのフリーラジカル重合はこれほどの高温と高圧条件を必要としない（例えば、スチレンの重合反応は 80 °C のベンゼンもしくはトルエン中で起こる）が、立体選択性、位置選択性に欠ける傾向にある。そして立体制御上のもう一つの特徴は、枝分かれである。枝分かれが形成されるのはフリーラジカルが転移するのが原因である。エチレンをラジカル重合させると、枝分かれが多く結晶性の低い低密度ポリエチレン (LDPE) が生成する。一方で、ツィーグラー・ナッタ触媒 (Ziegler-Natta catalyst)を用いると、枝分かれが少なく、結晶性の高い高密度ポリエチレン (HDPE) が得られる。LDPE は透明で柔らかく、HDPE は不透明で硬い。用いる重合反応のタイプの違いにより、同じ原料から異なる性質のポリマーが得られる。
ラジカル重合の停止反応は二つの鎖が衝突した際にランダムに起こるため、個々の鎖の長さを制御することはほぼ不可能である。ただし、リビング重合の一種であるリビングラジカル重合は例外である。
電子豊富なアルケンから発生したラジカルは、電子不足なアルケンとより反応しやすい傾向がある。逆に、電子不足なアルケンから発生したラジカルは、電子豊富なアルケンと反応しやすい。したがって、電子豊富なアルケンと電子不足なアルケンは、互い違いに共重合する傾向がある。共重合するモノマーの組み合わせの典型例としては、エチレンとテトラフルオロエチレン、無水マレイン酸とスチレンなどがある。これらのモノマーの共重合物は、工業上非常に重要なポリマーである。

## 関連文献
- 上垣外正己、佐藤浩太郎「ラジカル重合における精密制御 -分子量,立体構造,モノマ―配列の制御-」『有機合成化学協会誌』第66巻第6号、有機合成化学協会、2008年、578-589頁、doi:10.5059/yukigoseikyokaishi.66.578。